# Liste d'élections en 1866
Chronologie des élections
- 1862
- 1863
- 1864
- 1865
- 1866
- 1867
- 1868
- 1869
- 1870

Cet article recense les élections organisées durant l'année 1866.

## Élections nationales en 1866
Cette section concerne les élections législatives et présidentielles dans un état souverain, éventuellement fédéral, ainsi que leurs principaux référendums.
| Date                           | État                   | Élection ou référendum                    | Contexte | Résultat |
| ------------------------------ | ---------------------- | ----------------------------------------- | -------- | --- |
| 1866                           | République dominicaine | Générales (en)                            |          | Cette section est vide, insuffisamment détaillée ou incomplète. Votre aide est la bienvenue ! Comment faire ? |
| 15 janvier                     | Honduras               | Législatives (es)                         |          | Cette section est vide, insuffisamment détaillée ou incomplète. Votre aide est la bienvenue ! Comment faire ? |
| 23 février - 20 avril          | Roumanie               | Trône                                     |          | Cette section est vide, insuffisamment détaillée ou incomplète. Votre aide est la bienvenue ! Comment faire ? |
| 1er avril                      | Costa Rica             | Générales (en)                            |          | Cette section est vide, insuffisamment détaillée ou incomplète. Votre aide est la bienvenue ! Comment faire ? |
| 20 mai                         | Colombie               | Présidentielle                            |          | . |
| 12 juin                        | Luxembourg             | Législatives                              |          | Cette section est vide, insuffisamment détaillée ou incomplète. Votre aide est la bienvenue ! Comment faire ? |
| 15 juin                        | Chili                  | Présidentielle (es)                       |          | Cette section est vide, insuffisamment détaillée ou incomplète. Votre aide est la bienvenue ! Comment faire ? |
| 28 octobre                     | Suisse                 | Fédérales                                 |          | Cette section est vide, insuffisamment détaillée ou incomplète. Votre aide est la bienvenue ! Comment faire ? |
| 4 juin 1866 - 6 septembre 1867 | États-Unis             | Législatives (chambre (en) et sénat (en)) |          | Voir l'article Liste d'élections en 1867.                                                                     |

## Élections en subdivisions nationales en 1866
Cette section concerne les élections législatives dans un État fédéré, une subdivision territoriale ou une colonie d'un État souverain, ainsi que leurs principaux référendums.
| Date                 | Subdivision      | État               | Élection ou référendum | Contexte | Résultat |
| -------------------- | ---------------- | ------------------ | ---------------------- | -------- | --- |
| 12 février - 6 avril | Nouvelle-Zélande | Empire britannique | Générales (en)         |          | Cette section est vide, insuffisamment détaillée ou incomplète. Votre aide est la bienvenue ! Comment faire ? |